# Wikstroemia jiulongensis
Wikstroemia jiulongensis är en tibastväxtart som beskrevs av Yong H.Zhang, H.Sun och Boufford. Wikstroemia jiulongensis ingår i släktet Wikstroemia och familjen tibastväxter. Inga underarter finns listade i Catalogue of Life.